# Método de Craig
El Método de Craig  es una reacción orgánica donde una 2-aminopiridina en presencia de nitrito de sodio, ácido bromhídrico y bromo da como producto la 2-bromopiridina.